# 尖峰拟黑耳
尖峰拟黑耳（学名：Exidiopsis jianfengensis）是属于银耳目银耳科拟黑耳属的一种真菌，群生于阔叶林中的阔叶树腐树桩的树皮上。该种分布于中国海南尖峰岭。